# Ронский ледник

Изменение длины Ронского ледника с 1879 года. Тонкая красная линия представляет годовое изменение, толстая зелёная — совокупное изменение

Ро́нский ледни́к (фр. glacier du Rhône, нем. Rhonegletscher) — ледник на востоке кантона Вале в Швейцарии, является источником реки Рона. Ронский ледник является одним из самых больших ледников Швейцарских Альп и самым большим ледником Урийских Альп.

## Физико-географическая характеристика
Ронский ледник расположен неподалёку от перевала Гримзель, на территории коммуны Обервальд. Ледник берёт начало на высоте около 3630 метров над уровнем моря на южных склонах массива Даммастокк. Далее ледник стекает на юг, и заканчивается на высоте около 2200 метров. Ледник является истоком реки Рона. В леднике присутствует большая пещера, находящаяся в пешей доступности от перевала Фурка и являющаяся объектом туризма. Глубина пещеры составляет около 100 метров.
Площадь ледника постоянно сокращается — с 17,6 км² в 1973 году до 15,9 км² в 2007 году. Сокращается также и длина ледника (более чем на 1400 метров с 1879 года).

## Галерея
| - Около 1795 года - Около 1870 года - Около 1880 года - Около 1900 года - 2004 год - 2008 год - 2020 год |